# 過溝 (嘉義縣太保市)
過溝，是臺灣嘉義縣太保市的一個傳統地域名稱，位於該市北部。相較於今日行政區，其範圍大致包括過溝里不含西北部凸出部分、麻寮里西部中央凸出部分及北部凸出部分西半部。

## 歷史
台灣日治初期，過溝地區為一街庄（舊制街庄），稱為「過溝庄」，隸屬於柴頭港堡。該庄昔日北與月眉潭庄為鄰，東與水虞厝庄為鄰，南邊為白鴒厝庄，西邊為新埤庄、溪南庄。
1901年（日治明治三十四年）11月11日，全台廢縣廳改設二十廳，該庄隸屬於嘉義廳。1904年（明治三十七年）2月20日，該庄編入「柴頭港區」，隸屬於嘉義廳。1905年（明治三十八年）7月1日，嘉義廳內管轄區域調整，該庄改隸屬於「水堀頭區」。1909年（明治四十二年）10月25日，全台合併二十廳為十二廳，水堀頭區仍隸屬於嘉義廳。1920年（大正九年）10月1日，全台地方制度大改正，廢十二廳改設五州二廳，該庄改制為「過溝」大字，隸屬於臺南州東石郡太保庄（新制街庄）。
戰後太保庄改制為太保鄉，隸屬於臺南縣，大字亦改制為村。1950年10月25日，雲、嘉、南分治，太保鄉改隸屬嘉義縣。1991年7月1日，因應嘉義縣治遷入，太保鄉升格為縣轄市太保市，村亦改制為里。

## 聚落
該地區發展較早的聚落有過溝、瓦厝等，在日治期初期的官方地圖上已有記載。